# شنت أنجلو
شنت أنجلو أو منت شنت أنجلو أو مونتي سانت أنجلو (بالإيطالية: Monte Sant'Angelo)‏ هي بلدية في مقاطعة فودجا في إقليم بولية الإيطالي.
قال فيها الادريسي: «ومن نهر نيقلو إلى نهر كاطة أحد عشر ميلا ومنه إلى مدينة سيبنت ميلان وسيبنت على قرب من البحر ومنها إلى ماتناطة اثنا عشر ميلا وهي على قرب من البحر ومنها إلى شنت أنجلو وهي مرتفعة عن البحر ثمانية أميال.»

## السكان
في سنة 1861 بلغ عدد السكان 15٬444 نسمة، وتطور العدد ليصل في سنة 2011 لـ 13٬098 نسمة.
يظهر هذا المخطط البياني تطور النمو السكاني لـ شنت أنجلو

## توأمة
لشنت أنجلو اتفاقيات توأمة مع كل من:
- أسيزي
- سان ميكيلي سالنتينو
- فاليكورسيا
- جبل القديس ميشيل
- سان جوفاني روتوندو
- باري
- أندريا
- ألبيروبيلو

## أعلام
- ماتيو رينالدي